# Теория на нагоните
Термините теория на нагона и теория за редукция на нагона се обясняват с разнообразни изложения на мотивационни теории в психологията. Теорията на нагоните е базирана на принципа, че организмите са родени с определени физиологични нужди и негативно състояние на напрежение се създава, когато тези нужди не са удовлетворени. Когато нуждата е задоволена, нагонът се редуцира (тоест намалява се на напрежението) и организмът се завръща към състояние на хомеостаза и релаксация (Фройд го нарича „Принципа на Нирвана“, но няма нищо общо с будисткото понятие). Според теорията нагонът има склонност да увеличава напрежението и да оперира чрез контролна система за обратна връзка почти като термостат.

## Психоанализа
Във Фройдовата психоанализа теорията на нагона се свързва с теорията на нагоните, мотивацията или инстинктите, които имат ясни цели. Примери включват това, което Фройд нарича ерос, и това, което сега широко е познато като танатос, респективно нагоните към живота и смъртта. В „Цивилизацията и разочарованието от нея“, където Фройд предвидливо пише, изпълнен с предстоящото бедствие във формата на втора европейска война, казва: „В лицето на освободените разрушителни сили сега може да се очаква, че другата от двете небесни сили, вътрешният ерос, ще извади наяве своята сила, за да поддържа себе си успоредно със своя безсмъртен противник“. Противникът ясно е, че е Танатос.